# Île Cobourg (Russie)
Pour les articles homonymes, voir île Cobourg.
L'île Cobourg (en russe : Остров Кобург, Ostrov Kobourg) est une île de la terre François-Joseph.
D'une longueur de 300 m, de forme ovale, elle est située dans la partie nord de l'archipel, dans le détroit Triningena, au nord-est de l'île Torup et de l'île Karl-Alexander, à 6,5 km de cette dernière et à 4,5 km de l'île Hohenlohe. La partie nord de l'île, pierreuse, est libre de glace.
Elle a été nommée en l'honneur de la famille des Saxe-Cobourg et Gotha.